# Marta Sęga
Marta Sęga (ur. 30 stycznia 1987) – polska piłkarka, grająca na pozycji obrońcy lub pomocnika. Od rundy wiosennej sezonu 2009/10 występuje w Mitechu Żywiec. Na koncie sukcesów posiada mistrzostwo Polski wywalczone z Unią Racibórz. Grała również w kadrze narodowej.